# 프리미어 사커 리그
프리미어 사커 리그는 남아프리카공화국의 최상위 프로 축구 리그이다.

## 2024-25 시즌 클럽팀
- 아작스 카페 타운
- 아마줄루
- 비드베스트 위츠
- 블랙 레오파즈
- 블로엠폰테인 켈틱
- 프리 스테이트 스타즈
- 골든 에로우즈
- 조모 코스모스
- 카이저 치프스 FC
- 마멜로디 선다운스 FC
- 마리츠버그 유나이티드
- 모로카 스왈로우스
- 올랜도 파이러츠 FC
- 플래티넘 스타즈
- 산토스
- 슈퍼스포트 유나이티드

## 역대 우승 클럽
| 시즌    | 클럽                  |
| 1996-97 | 매닝 레인저스 FC      |
| 1997-98 | 마멜로디 선다운스 FC  |
| 1998-99 | 마멜로디 선다운스 FC  |
| 1999-00 | 마멜로디 선다운스 FC  |
| 2000-01 | 올랜도 파이러츠 FC    |
| 2001-02 | 산토스                |
| 2002-03 | 올랜도 파이러츠 FC    |
| 2003-04 | 카이저 치프스 FC      |
| 2004-05 | 카이저 치프스 FC      |
| 2005-06 | 마멜로디 선다운스 FC  |
| 2006-07 | 마멜로디 선다운스 FC  |
| 2007-08 | 슈퍼스포트 유나이티드 |
| 2008-09 | 슈퍼스포트 유나이티드 |
| 2009-10 | 슈퍼스포트 유나이티드 |
| 2010-11 | 올랜도 파이러츠 FC    |

## 클럽별 우승 횟수
| 클럽                  | 횟수 |
| --------------------- | ---- |
| 마멜로디 선다운스 FC  | 13   |
| 올랜도 파이러츠 FC    | 3    |
| 슈퍼스포트 유나이티드 | 3    |
| 카이저 치프스 FC      | 2    |
| 매닝 레인저스 FC      | 1    |
| 산토스                | 1    |